# (31928) Limzhengtheng
2000 GU78 (asteroide 31928) é um asteroide da cintura principal. Possui uma excentricidade de 0.08327210 e uma inclinação de 1.32234º.
Este asteroide foi descoberto no dia 5 de abril de 2000 por LINEAR em Socorro.